# Carpignago
Carpignago è una frazione del comune italiano di Giussago. Nel 1872 al comune di Carpignago vennero aggregati i soppressi comuni di Guinzano e Liconasco.
Carpignago costituì un comune autonomo fino al 1928.

## Storia
Carpignago, noto fin dal 1181 come Carpignaco, apparteneva alla squadra di Giussago nell'ambito della Campagna Soprana. Era feudo del Monastero della Certosa di Pavia. Nel 1757 gli fu aggregato il comune di Villanova de' Beretti, e nel 1872 i comuni di Guinzano e Liconasco. Nel 1928 fu soppresso e unito a Giussago.

## Monumenti e luoghi d'interesse
- Chiesa Parrocchiale di San Giovanni Battista

## Società

### Evoluzione demografica
Abitanti censiti:
- 200 nel 1576
- 137 nel 1751
- 1172 nel 1780
- 465 nel 1805
- 940 nel 1807
- 900 nel 1823
- 497 nel 1853
- 520 nel 1859
- 492 nel 1861
- 496 nel 1871
- 1019 nel 1877
- 1376 nel 1881
- 1426 nel 1901
- 1377 nel 1911
- 1418 nel 1921
- 896 nel 2017